# Liga Portuguesa de Basquetebol de 2018-19
A Liga Portuguesa de Basquetebol de 2018–19, também conhecida por LPB Placard por razões de patrocínio, foi a 86.ª edição da maior competição de clubes portugueses de basquetebol masculino. Será a 11.ª temporada desde que foi renomeada para Liga Portuguesa de Basquetebol (LPB).

## Participantes
Após o término da época 2017–18, os clubes Barreirense Dif Broker e Elétrico FC-Tekever foram relegados para a Proliga, ao mesmo tempo que os clubes Imortal Basket e Esgueira Basket foram promovidos para disputarem a Liga Portuguesa de Basquetebol de 2018–19.
| Equipa           | Localização         | Pavilhão                                             |
| ---------------- | ------------------- | ---------------------------------------------------- |
| CAB Madeira      | Funchal             | Pavilhão do CAB                                      |
| S.L. Benfica     | Lisboa              | Pavilhão da Luz Nº 1                                 |
| Esgueira         | Esgueira            | Pavilhão Clube do Povo de Esgueira                   |
| FC Porto         | Porto               | Dragão Caixa                                         |
| Galitos Barreiro | Barreiro            | Pavilhão Municipal Luís de Carvalho                  |
| Illiabum         | Ílhavo              | Pavilhão Municipal Capitão Adriano Nordeste          |
| Imortal          | Faro                | Pavilhão Imortal BC                                  |
| Lusitânia        | Angra do Heroísmo   | Pavilhão Municipal de Desportos de Angra do Heroísmo |
| Oliveirense      | Oliveira de Azeméis | Pavilhão Doutor Salvador Machado                     |
| Ovarense         | Ovar                | Arena Dolce Vita                                     |
| Terceira         | Angra do Heroísmo   |                                                      |
| Vitória SC       | Guimarães           | Pavilhão Unidade Vimaranense                         |

## Formato competitivo
Na fase regular, as doze equipas classificadas por direito desportivo jogam em duas voltas, como visitante e em casa, as seis melhores equipas desta fase jogam a segunda fase entre si em duas voltas para apurar as colocações que determinarão os confrontos dos playoffs. As outras seis equipas disputam duas outras vagas aos playoffs, sendo que as duas piores classificadas são relegadas à Proliga da temporada seguinte.
Na fase de playoffs as duas equipas classificadas pelo Grupo B são consideradas 7.ª e 8.ª colocadas para fim de confrontos. As séries eliminatórias são em melhor de 5.

## Fase Regular

### Calendário da fase regular
A fase regular foi disputada entre 7 de outubro de 2017 e 10 de março de 2018.

## Playoffs

### Confrontos
|  | Quartas-de-final | Quartas-de-final | Quartas-de-final |              |   | Semifinais     | Semifinais | Semifinais |  |  | Final | Final            | Final |
|  |                  |                  |                  |              |   |                |            |            |  |  |       |                  |       |
|  | 1A               | U.D. Oliveirense | 3                |              |   |                |            |            |  |  |       |                  |       |
|  | 2B               | Illiabum         | 0                |              |   |                |            |            |  |  |       |                  |       |
|  | 2B               | Illiabum         | 0                |              |   | UD Oliveirense | 3          |            |  |  |       |                  |       |
|  |                  |                  |                  |              |   | UD Oliveirense | 3          |            |  |  |       |                  |       |
|  |                  |                  | Ovarense Gavex   | 0            |   |                |            |            |  |  |       |                  |       |
|  | 4A               | Ovarense Gavex   | Ovarense Gavex   | 0            | 3 |                |            |            |  |  |       |                  |       |
|  | 4A               | Ovarense Gavex   |                  |              | 3 |                |            |            |  |  |       |                  |       |
|  | 5A               | Lusitânia        | 0                |              |   |                |            |            |  |  |       |                  |       |
|  |                  |                  |                  |              |   |                |            |            |  |  |       | U.D. Oliveirense | 3     |
|  |                  |                  |                  | S.L. Benfica | 1 |                |            |            |  |  |       |                  |       |
|  | 2A               | S.L. Benfica     | 3                |              |   |                |            |            |  |  |       |                  |       |
|  | 1B               | CAB Madeira      | 0                |              |   |                |            |            |  |  |       |                  |       |
|  | 1B               | CAB Madeira      | 0                |              |   | S.L. Benfica   | 3          |            |  |  |       |                  |       |
|  |                  |                  |                  |              |   | S.L. Benfica   | 3          |            |  |  |       |                  |       |
|  |                  |                  | FC Porto         | 0            |   |                |            |            |  |  |       |                  |       |
|  | 3A               | FC Porto         | FC Porto         | 0            | 3 |                |            |            |  |  |       |                  |       |
|  | 3A               | FC Porto         |                  |              | 3 |                |            |            |  |  |       |                  |       |
|  | 6A               | Terceira         | 0                |              |   |                |            |            |  |  |       |                  |       |

#### Quartos de final
| Equipa 1       | Série | Equipa 2    | 1.º jogo | 2.º jogo | 3.º jogo | 4.º jogo | 5.º jogo |
| -------------- | ----- | ----------- | -------- | -------- | -------- | -------- | -------- |
| UD Oliveirense | 3 - 0 | Illiabum    | 90 - 68  | 88 - 75  | 92 - 69  |          |          |
| Ovarense Gavex | 3 - 0 | Lusitânia   | 68 - 63  | 86 - 69  | 86 - 77  |          |          |
| S.L. Benfica   | 3 - 0 | CAB Madeira | 92 - 63  | 101 - 59 | 80 - 59  |          |          |
| FC Porto       | 3 - 0 | Terceira    | 92 - 82  | 91 - 77  | 85 - 79  |          |          |

#### Semifinal
| Equipa 1       | Série | Equipa 2       | 1.º jogo | 2.º jogo | 3.º jogo | 4.º jogo | 5.º jogo |
| -------------- | ----- | -------------- | -------- | -------- | -------- | -------- | -------- |
| UD Oliveirense | 3 - 0 | Ovarense Gavex | 84 - 54  | 94 - 68  | 93 - 73  |          |          |
| S.L. Benfica   | 3 - 0 | FC Porto       | 89 - 82  | 84 - 61  | 77 - 68  |          |          |

#### Final
| Equipa 1       | Série | Equipa 2     | 1.º jogo | 2.º jogo | 3.º jogo | 4.º jogo | 5.º jogo |
| -------------- | ----- | ------------ | -------- | -------- | -------- | -------- | -------- |
| UD Oliveirense | 3 - 1 | S.L. Benfica | 85 - 75  | 74 - 81  | 87 - 82  | 97 - 72  |          |

## Premiação
| LPB 2018-19 Campeões         |
| Portugal                     |
| ---------------------------- |
| U.D. Oliveirense (2° título) |

## Rebaixamentos
- Vitória de Guimarães
- Imortal

## Equipas portuguesas em competições europeias
| Clube | Competição        | Fase Máxima             | V | D |
| ----- | ----------------- | ----------------------- | - | - |
| Porto | Liga dos Campeões | Primeira qualificatória | 0 | 2 |